# Освајачи олимпијских медаља у атлетици — 200 метара препоне за мушкарце
Освајачи олимпијских медаља у атлетици за мушке у дисциплини 200 метара препоне, која се на програму Летњих олимпијских игара нашла само 2 пута, приказани су у следећој табели.
| Олимпијске игре        | Олимпијске игре     | Злато   | Злато                 | Сребро | Сребро           | Бронза | Бронза |
| ---------------------- | ------------------- | ------- | --------------------- | ------ | ---------------- | ------ | ------ |
| Париз 1900. детаљи     | Алвин Крензлајн САД | 25,4 ОР | Норман Причард Индија | 25,9   | Џон Туксбери САД | 26,0   |        |
| Сент Луис 1904. детаљи | Хари Хилман САД     | 24,6 ОР | Френк Каслман САД     | 24,9   | Џорџ Поуџ САД    | 25,2   |        |

## Биланс медаља
| Пласман | Држава     | Злато | Сребро | Бронза | Укупно |
| ------- | ---------- | ----- | ------ | ------ | ------ |
| 1.      | САД        | 2     | 1      | 2      | 5      |
| 2.      | Индија     | 0     | 1      | 0      | 1      |
|         | Укупно (2) | 2     | 2      | 2      | 6      |